# او-۱ (۱۹۰۶)
'او-۱ (به آلمانی: SM U 1) نخستین او-بوت نیروی دریایی امپراتوری آلمان بود.

## تاریخچه عملیاتی
او-۱ سال ۱۹۰۸ با حرکت از هلگولند و دور زدن شبه‌جزیره دانمارک، پس از طی ۱۰۰۰ کیلومتر خود را به کیل رساند. این دستاورد سبب شد فرماندهی عالی محافظه‌کار آلمان او-بوت‌ها را حائذ توجه بیشتر بیابد.